# Bàlsam de Tolú

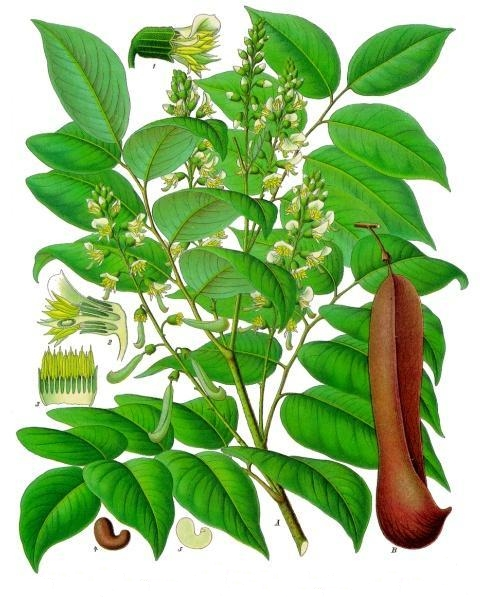
Myroxylon balsamum

El bàlsam de Tolú o bàlsam Tolú és el producte resultant tecnològic d'una secreció resinosa de l'arbre Myroxylon toluifera, una variant de l'espècie d'on s'extreu el bàlsam del Perú.

## Etimologia
Deu la seva denominació des del segle XVI al seu origen a la província de Tolú (ara municipi) en la costa del Carib de Colòmbia. Des d'allí es va comercialitzar i es va donar a conèixer cap a Europa, particularment a la península ibèrica, on es va fer molt popular per les seves propietats i va passar a ser part de la farmacopea de l'època.

## Ubicació
Els arbres espontanis abunden a Colòmbia i Veneçuela. Els arbres es conreen particularment a Cuba.

## Obtenció
La resina s'extreu del tronc de l'arbre a través d'incisions fetes a l'escorça i és recollida en assecar-se.

## Característiques
El color de la seva resina és marró clar a vermellosa. El bàlsam és emmotllable en calent i es fractura en un patró similar al vidre flint quan està fred. La resina seca té una complexa aroma consistent principalment en flaires de canyella i de vainilla amb un suau caràcter floral.
El bàlsam de Tolú està compost de Toluè o metilbenzè, àcid benzoic, resina i olis volàtils; és soluble en l'alcohol i en l'èter; cedeix a l'aigua el seu Àcid benzoic.

## Usos
La resina, tant en fulles com en fruits, ha estat tradicionalment usada des de temps prehispànics per la gent de Colòmbia, Veneçuela i Amèrica Central per tal d' alleujar la tos i l'asma, o tractar ferides. Els aborígens també van usar aquesta resina per embalsamar.
Ús medicinal: L'extracte vegetal s'empra com expectorant, estimulant, antisèptic i substància correctora del sabor dels xarops per a la tos; ajuda a combatre refredats crònics i pulmonars, laringitis, reumatisme, bronquitis. Diferents autors enuncien també el seu ús per al tractament de malalties venèries, de la pell, torçades, sarna, diarrea, còlera i tuberculosi per les seves propietats antisèptiques, antibacterials, antifúngiques, antiinflamatòries, cicatritzants, anti-disentèriques, parasiticides (anti-helmíntiques), estomàquiques, tòniques, anti-gonorreiques i anti-sifilítiques, d'igual manera serveix per poder alleujar una tos persistent.
Ús alimentós: s'empra també en la manufactura de goma de mastegar (xiclet), saboritzant de xiclets, aliments i begudes.
Uso cosmètic: molt valorat per la seva essència càlida, melosa i una mica picant, el seu major ús és en la fabricació de cosmètics, locions, perfums, cremes, ungüents, sabons, detergents i desodorants.
És causa de dermatitis de contacte, una forma d'al·lèrgia de la pell, en persones sensibles.